# NHLPA Hockey ’93
NHLPA Hockey '93 – gra komputerowa o tematyce hokejowej, stworzona przez Park Place Productions, wydana na platformę Mega Drive/Genesis oraz Super Nintendo 31 grudnia 1992 roku przez EA Sports. 
NHLPA Hockey '93 jest drugą grą z serii NHL.